# Roll On (album de JJ Cale)
 (janvier 2021).
La mise en forme du texte ne suit pas les recommandations de Wikipédia : il faut le « wikifier ».
Les points d'amélioration suivants sont les cas les plus fréquents. Le détail des points à revoir est peut-être précisé sur la page de discussion.
- Les titres sont pré-formatés par le logiciel. Ils ne sont ni en capitales, ni en gras.
- Le texte ne doit pas être écrit en capitales (les noms de famille non plus), ni en gras, ni en italique, ni en « petit »…
- Le gras n'est utilisé que pour surligner le titre de l'article dans l'introduction, une seule fois.
- L'italique est rarement utilisé : mots en langue étrangère, titres d'œuvres, noms de bateaux, etc.
- Les citations ne sont pas en italique mais en corps de texte normal. Elles sont entourées par des guillemets français : « et ».
- Les listes à puces sont à éviter, des paragraphes rédigés étant largement préférés. Les tableaux sont à réserver à la présentation de données structurées (résultats, etc.).
- Les appels de note de bas de page (petits chiffres en exposant, introduits par l'outil «  Source ») sont à placer entre la fin de phrase et le point final[comme ça].
- Les liens internes (vers d'autres articles de Wikipédia) sont à choisir avec parcimonie. Créez des liens vers des articles approfondissant le sujet. Les termes génériques sans rapport avec le sujet sont à éviter, ainsi que les répétitions de liens vers un même terme.
- Les liens externes sont à placer uniquement dans une section « Liens externes », à la fin de l'article. Ces liens sont à choisir avec parcimonie suivant les règles définies. Si un lien sert de source à l'article, son insertion dans le texte est à faire par les notes de bas de page.
- La présentation des références doit suivre les conventions bibliographiques. Il est recommandé d'utiliser les modèles {{Ouvrage}}, {{Chapitre}}, {{Article}}, {{Lien web}} et/ou {{Bibliographie}}. Le mode d'édition visuel peut mettre en forme automatiquement les références.
- Insérer une infobox (cadre d'informations à droite) n'est pas obligatoire pour parachever la mise en page.

Pour une aide détaillée, merci de consulter Aide:Wikification.
Si vous pensez que ces points ont été résolus, vous pouvez retirer ce bandeau et améliorer la mise en forme d'un autre article.
Pour les articles homonymes, voir Roll On.
Albums de JJ Cale
Rewind
(2007)
Roll On est le 14e et dernier album studio de JJ Cale, il est sorti en février 2009. Eric Clapton est guitariste sur le titre éponyme,.
Il a été classé n°11 aux Pays-Bas

## Titres
1. "Who Knew" - 3:30
2. "Former Me" - 2:48
3. "Where the Sun Don't Shine" - 3:07
4. "Down to Memphis" - 3:05
5. "Strange Days" - 3:10
6. "Cherry Street" - 3:43
7. "Fonda-Lina" - 3:20
8. "Leaving in the Morning" - 2:37
9. "Oh Mary" - 3:34
10. "Old Friend" - 3:55
11. "Roll On" - 4:43
12. "Bring Down the Curtain" - 2:51

## Musiciens
"Who Knew" enregistré en 2003
- JJ Cale : chant, guitare
- David Teegarden : Batterie
- Christine Lakeland : Guitare acoustique
- David Chapman : Basse

"Oh Mary" enregistré en 2003
- JJ Cale : chant, guitare
- Jim Karstein : Batterie
- Walt Richmond : Piano
- Bill Raffensperger : Basse
- Christine Lakeland : Guitare acoustique

"Old Friend" enregistré en 2003
- JJ Cale : chant, guitare
- Jim Karstein : Batterie
- Walt Richmond : Piano
- Bill Raffensperger : Basse
- Rocky Frisco : Claviers
- Shelby Eicher : Mandoline
- Jim Markham : Harmonica
- Don White : Guitare
- Christine Lakeland : Guitare acoustique

"Roll On" enregistré en 2009
- J.J. Cale : chant, guitare
- Jim Keltner : Batterie
- Mark Leonard : Basse
- Glen Dee : Piano
- Eric Clapton : Guitare
- Steve Ripley : Guitare acoustique
- John "Juke" Logan : Harmonica
- Christine Lakeland : Guitare acoustique

"Former Me", "Where the Sun Don't Shine", "Down to Memphis", "Strange Days", "Cherry Street", "Fonda-Lina", "Leaving in the Morning", "Bring Down the Curtain"
- J.J. Cale : chant, guitare et tous les instruments.